# Escala de sonicitat
L'escala de sonicitat és la jerarquia dels sons segons la seva sonicitat, és a dir la classificació dels tipus de fonemes en funció que sonin més o menys a l'oïda humana.
L'escala, de més a menys sonicitat, inclou:
- vocals obertes
- vocals tancades
- semivocals
- consonants líquides
- nasals
- fricatives
- africades
- oclusives

En els casos on hi ha dos fonemes ocupant el mateix mode d'articulació, tenen més sonoritat les consonants sonores que les sordes. La sonoritat té connotacions fonològiques, ja que cada llengua té una estructura sil·làbica on hi ha restriccions de sonoritat, per exemple, la majoria d'idiomes consideren que per ser nucli d'una síl·laba cal que hi hagi una vocal o una consonant de sonoritat alta (de nasals cap amunt).